# Kletterratten
Die Kletterratten (Tylomys) sind eine in Mittel- und dem nördlichen Südamerika lebende Nagetiergattung aus der Gruppe der Neuweltmäuse. Sie umfasst sieben Arten.
Kletterratten erreichen eine Kopfrumpflänge von 17 bis 26 Zentimeter, der Schwanz wird 20 bis 25 Zentimeter lang. Das Gewicht ist nur von der Art T. nudicaudus bekannt, diese wiegt rund 280 Gramm. Das Fell ist an der Oberseite je nach Art rötlich, braun oder schwarzgrau gefärbt, der Bauch ist weiß oder gelb. Der lange Schwanz ist spärlich behaart, die großen Ohren sind nackt. Die kurzen, breiten Hinterfüße sind an eine baumbewohnende Lebensweise angepasst.
Das Verbreitungsgebiet der Kletterratten erstreckt sich vom südlichen Mexiko bis nach Kolumbien und das nördliche Ecuador. Sie sind ausgesprochene Waldbewohner und dürften zumindest teilweise auf Bäumen leben, es wurden aber auch Tiere auf Felsen gefunden. Ansonsten ist über die Lebensweise wenig bekannt. 
Es werden sieben Arten unterschieden:
- Die Chiapas-Kletterratte (Tylomys bullaris) ist nur von einer Stelle im mexikanischen Staat Chiapas bekannt. Die Art wird von der IUCN als „vom Aussterben bedroht“ (critically endangered) gelistet.
- Die Gelbbauch-Kletterratte (Tylomys fulviventer) lebt ausschließlich im östlichen Panama.
- Die Mira-Kletterratte (Tylomys mirae) kommt im westlichen Kolumbien und dem nordwestlichen Ecuador vor und ist somit der einzige südamerikanische Vertreter dieser Gruppe.
- Die Nacktschwanz-Kletterratte (Tylomys nudicaudus) ist vom südlichen Mexiko bis Nicaragua verbreitet.
- Die Panama-Kletterratte (Tylomys panamensis) lebt ausschließlich im östlichen Panama. Die Art ist laut IUCN gefährdet (vulnerable).
- Die Tumbala-Kletterratte (Tylomys tumbalensis) kommt nur im mexikanischen Staat Chiapas vor. Auch diese Art wird als „vom Aussterben bedroht“ gelistet.
- Die Watson-Kletterratte (Tylomys watsoni) ist in Costa Rica und Panama verbreitet.

Der nächste Verwandte der Kletterratten ist die Großohr-Kletterratte, ansonsten sind sie in der Systematik der Neuweltmäuse weitgehend isoliert. Sie werden in die Unterfamilie der Tylomyinae eingeordnet.